# Mick Fleetwood
Pour les articles homonymes, voir Fleetwood.
 (juin 2018).
Si vous disposez d'ouvrages ou d'articles de référence ou si vous connaissez des sites web de qualité traitant du thème abordé ici, merci de compléter l'article en donnant les références utiles à sa vérifiabilité et en les liant à la section « Notes et références ».
Michael John Kells Fleetwood, né le 24 juin 1947 à Redruth en Angleterre, est un musicien et acteur britannique, surtout connu en tant que batteur et cofondateur du groupe de rock britannique Fleetwood Mac.
Il a aussi joué de la guitare sur la chanson These Strange Times de l'album Time de Fleetwood Mac en 1995. Le nom du groupe vient du patronyme du batteur qui a été fusionné avec celui du bassiste John McVie. Mick Fleetwood a été intronisé au Rock and Roll Hall of Fame en 1998.
Né à Redruth en Angleterre, Mick Fleetwood a vécu en Égypte et en Norvège pendant plusieurs années durant son enfance, son père travaillant à Royal Air Force et était donc appelé à voyager souvent. En choisissant de suivre ses intérêts musicaux, Mick a déménagé à Londres à l'âge de 15 ans en jouant avec Peter Green et Jeremy Spencer à la guitare ainsi Bob Brunning à la basse, la première incarnation de Fleetwood Mac. Mick reste le seul membre, avec le bassiste John McVie, à avoir été présent depuis les débuts de Fleetwood Mac.
Après plusieurs sorties d'albums et de nombreux changements de musiciens, le groupe s'installe aux États-Unis en 1974, pour renforcer sa notoriété. Mick invite Lindsey Buckingham et Stevie Nicks à se joindre au groupe, ces deux derniers contribuent à une grande partie du succès commercial ultérieur de Fleetwood Mac. L'album Rumours remporte un énorme succès, alors que la propre détermination de Mick Fleetwood de garder le groupe uni est essentielle à sa longévité. Il mène également une carrière solo, publie des œuvres écrites, et a brièvement flirté avec la télévision, le cinéma et la vinification.
Il se classe à la 60e place du classement des 100 meilleurs batteurs de tous les temps du magazine Rolling Stone

## Biographie

### Jeunesse
Michael John Kells Fleetwood est né à Redruth, deuxième enfant de John Joseph Kells Fleetwood et de Bridget Maureen (née Brereton) Fleetwood. Sa sœur aînée Susan Fleetwood, qui est décédée d'un cancer en 1995, était actrice. Dans la petite enfance Fleetwood et sa famille ont suivi son père, un pilote de chasse de la Royal Air Force, en Égypte. Après environ six ans, ils ont déménagé en Norvège où son père a été affecté à un déploiement de l'OTAN. Il est allé à l'école là-bas et a appris à parler couramment le norvégien.
La biographe Cath Carroll décrit le jeune Fleetwood comme « un rêveur, une jeunesse empathique » qui, bien qu'intelligent, n'a pas excellé académiquement. Selon sa propre autobiographie, Mick Fleetwood a eu un passage extrêmement difficile et éprouvant académiquement dans les pensionnats anglais qu'il a fréquentés, en incluant King's School, Sherborne, Gloucestershire et Wynstones School, également dans le Gloucestershire. Il a mal réussi les examens, ce qu'il attribue à son incapacité persistante à mémoriser. « Mick était très aristocratique, se souvient Ken Caillat, ingénieur du son sur Rumours. La façon dont il s'exprime est impeccable. Quand il a parlé, tout le monde s'arrête et l'écoute. Il est calme et sage, et il a un grand sens de l'humour. Il aime rire, mais il est aussi un tireur adroit »[réf. nécessaire].
Faisant fi de ses recherches académiques, Mike Fleetwood a repris la batterie et est reconnaissant à ses parents d'avoir accepté que c'est dans la musique qu'il pourra trouver un avenir. Ils lui ont acheté une petite batterie de Gigster quand il avait treize ans. Sa famille a encouragé son côté artistique, son père a composé de la poésie et était lui-même un batteur amateur. Les débuts de Fleetwood ont été inspirés par le batteur de Cliff Richards et The Shadows, Tony Meehan, ainsi que par celui des Everly Brothers. Avec le soutien de ses parents, il a abandonné l'école à l'âge de 15 ans et, en 1963, a déménagé à Londres pour poursuivre une carrière en tant que batteur. Au début, il a habité avec sa sœur à Notting Hill. Après un bref passage à Liberty à Londres, il trouve sa première opportunité musicale.

### Carrière

#### Premiers efforts à Londres
Le claviériste Peter Bardens ne vivait qu'à quelques pas de la première maison de Mick à Londres et en apprenant la proximité d'un batteur disponible, Bardens lui donna sa première occasion pour son premier concert avec son groupe, The Cheynes, en juillet 1963. Il lui faudrait apprendre de cette première expérience des Cheynes - avec qui il a soutenu les premiers concerts des Rolling Stones et des Yardbirds - jusqu'à The Bo Street Runners, où il remplaça le batteur originel Nigel Hutchinson, qui avait connu une brève renommée télévisée sur Ready Steady Go! Cependant, en avril 1965, lorsque Fleetwood rejoignit le groupe, il se fondait dans l'obscurité. En février 1966, Bardens, qui avait quitté le groupe, fit appel à Fleetwood pour rejoindre sa nouvelle formation, The Peter Bs, qui devint bientôt Shotgun Express (avec Rod Stewart). Shotgun Express était un groupe de R&B britannique de courte durée formé à Londres en mai 1966.
Le groupe a émergé lorsque la formation instrumentale de Peter Bardens, Peter B's Looners, qui comprenait Bardens aux claviers, Peter Green à la guitare, Dave Ambrose (qui est devenu A&R, signant les Sex Pistols et Duran Duran) à la basse et Mick Fleetwood à la batterie, ont décidé de changer de style et d'ajouter des chanteurs. Ils ont été rejoints par Rod Stewart et Beryl Marsden - qui avaient été la principale chanteuse de la scène des clubs de Liverpool - et ont pris le nom de Shotgun Express.
Le groupe a joué dans des clubs londoniens et s'est concentré sur l'interprétation de classiques de la soul. Green quitta le groupe à la fin de 1966 pour rejoindre John Mayall & The Bluesbreakers, et fut remplacé, d'abord, par John Mooreshead puis Phil Sawyer. Le groupe a sorti son premier single, I Could Feel The Whole World Turn Round (Columbia DB 8025), en octobre 1966, mais il a été considéré comme trop orchestré par les fans du groupe et n'a pas réussi.
Shotgun Express s'est séparé au début de 1967 après que Stewart a quitté le groupe pour rejoindre Jeff Beck en février 1967. Mick Fleetwood a rejoint Peter Green dans le groupe de John Mayall avant que les deux ne partent pour fonder Fleetwood Mac. Marsden s'est joint à The She Trinity, Ambrose a rejoint Brian Auger, Sawyer en a fait de même avec Spencer Davis et Bardens a ensuite formé le groupe rock progressif Camel. Peter Green est parti avec John Mayall, suivi par Fleetwood en avril 1967. Un autre musicien de ce groupe se nommait John McVie à la basse.
Green est devenu un camarade de soutien qui a aidé Fleetwood dans ses premières expériences avec son kit de batterie. Dans sa vie personnelle pendant ce temps, Fleetwood s'est bientôt entiché du mannequin Jenny Boyd, alors que sa sœur, Pattie, est l'épouse de George Harrison puis d'Eric Clapton. Mick a cependant été renvoyé des Bluesbreakers pour insoumission répétée lors des concerts. Mick et John étaient de gros buveurs, et leurs efforts combinés étaient trop pour Mayall et le groupe. Green, se sentant pris au piège dans les Bluesbreakers, a également quitté en juin 1967. Rappelant sa section rythmique préférée - Fleetwood et McVie -, Green a choisi de les inviter dans son nouveau groupe, Peter Green's Fleetwood Mac. Bien que McVie ait hésité brièvement pour des raisons financières, tous deux ont rejoint Green à l'été 1967 avec un contrat de disques à l'horizon.

#### Peter Green's Fleetwood Mac
La première incarnation de Fleetwood Mac a joué son premier concert en août 1967 au septième Festival annuel de jazz et blues de Windsor, jouant un blues dans le style de ce qui se jouait dans la ville de Chicago. McVie, initialement hésitant à rejoindre, a été plus tard incité à quitter les Bluesbreakers et à rejoindre Fleetwood Mac à plein temps après que Mayall a ajouté une section de cuivres aux Bluesbreakers avec laquelle John n'était pas d'accord. Il a remplacé le bassiste initial, Bob Brunning. McVie, Fleetwood, Green et le guitariste Jeremy Spencer ont ainsi formé la première formation fixe de Fleetwood Mac.
Le premier album éponyme sort en 1968, et le groupe fait la tournée des États-Unis pour la première fois, bien que Green répugne à cause de la réputation de violence en Amérique. À leur retour, ils enregistrent un second album, Mr. Wonderful, bien qu'ils aient abandonné le nom de Peter Green associé à celui de groupe. Une claviériste et chanteuse invitée sur l'album, Christine Perfect, est devenu proche du groupe et elle et McVie se sont mariés en 1968. Un troisième guitariste, Danny Kirwan, a également été ajouté à la formation. Malgré le succès de leur troisième album, Then Play On, et d'une série de tubes à succès, dont Albatross et Man of the World, Green s'est éloigné du groupe, luttant à la fois avec son manque de créativité et un usage croissant du LSD. Plus tard, il a rejoint un groupe chrétien.
Mick lui-même a remarqué plus tard la stature croissante des difficultés de Green : « Je pense qu'il y a certainement une certaine crédibilité donnée à l'idée que l'état de Peter pourrait être en quelque sorte blâmé sur un mauvais trip d'acide qu'il a eu en Allemagne... ». Il a également rappelé en 1995 que « Peter a essentiellement cessé de voir la lumière avec Fleetwood Mac et avait l'intention de jouer pour rien dans des endroits étranges - rien de tout cela ne s'est vraiment passé. Il est parti, il a fait un virage à gauche en ce qui concerne sa psyché, il a quitté le courant principal et a choisi de rester à la maison, il ne joue plus beaucoup, ce qui est certainement dommage, parce qu'il est mon mentor, la raison pour laquelle Fleetwood Mac existe ».

#### 1970-1973
Fleetwood est resté une présence constante dans le groupe en constante évolution après le départ de Green en mai 1970, lorsque Spencer et Kirwan ont assumé des rôles principaux dans la composition. En juin 1970, Mick Fleetwood et Jenny Boyd se sont mariés. En septembre 1970, est la sortie de l'album Kiln House avec la formation de Spencer, Kirwan, John McVie et Mick Fleetwood, avec Christine McVie aux claviers et aux chœurs. Mick, « une créature sociale qui appréciait la communauté et la communication », était particulièrement intéressé par les nouveaux modes de vie du groupe : ils s'installèrent dans un grand manoir de l'époque victorienne près de Headley dans le Hampshire.
Au début de 1971, avec Christine Perfect devenant un membre officiel du groupe, Mick et le groupe ont embarqué dans un avion pour San Francisco. Spencer, effrayé par le récent tremblement de terre de San Fernando en 1971, est monté à contrecœur dans l'avion. Arrivé en Amérique, il a été de plus en plus déçu et a plaidé sans succès avec Mick pour annuler cette partie de la tournée. Il a quitté brusquement l'hôtel un soir et a été retrouvé plus tard au moment de rejoindre Family International, alors connu sous le nom de The Children of God, un groupe religieux fondé en 1968 à Huntington Beach, en Californie. Une fois de plus, Mick a tenté de négocier, cependant Spencer ne revient pas. Après que Green a été invité à revenir temporairement pour aider à terminer la tournée, le groupe a rencontré l'américain Bob Welch qui allait devenir leur prochain guitariste chanteur. Leur prochain album, Future Games, a été publié plus tard cette année. Bare Trees est sorti un an plus tard, en 1972. Lors des tournées ultérieures pour promouvoir ce dernier album, Fleetwood a une fois de plus adopté le rôle de médiateur, la personnalité autodestructrice de Kirwan et ses problèmes d'alcool ont abouti à un refus de monter sur scène avant un concert ; Fleetwood lui-même a pris la décision de le renvoyer. En outre, il y avait des signes précoces de conflits dans le mariage de John et Christine McVie. Mick est de nouveau intervenu pour servir de médiateur entre les deux membres, parlant à Christine d'une décision de quitter le groupe. Fleetwood Mac a ajouté le guitariste Bob Weston et le chanteur Dave Walker, anciennement de Savoy Brown et Idle Race. La tourmente qui en résulta affecta négativement leur prochain album, Penguin, sorti en 1973, qui reçut de mauvaises critiques. Walker a ensuite été invité à quitter le groupe, et l'album suivant Mystery to Me a été reçu plus chaleureusement.
Au cours de la prochaine tournée du groupe aux États-Unis, Fleetwood a découvert que sa femme, Jenny Boyd, avait une liaison avec le guitariste du groupe Bob Weston. Boyd et Fleetwood avaient une fille ensemble. Mick, après avoir lutté avec l'idée de quitter le groupe, critiqua plus tard son propre rôle en « négligeant » sa famille », bien qu'un journaliste ait décrit Fleetwood en 2012 comme « un coureur de jupons »[réf. nécessaire]. Weston quitte alors Fleetwood Mac. Fleetwood et Boyd ont divorcé à la fin de 1975. Mick Fleetwood a voyagé en Afrique pour se remettre de son divorce, avec Christine McVie - qui souffrait aussi de problèmes conjugaux - voyageant avec lui pour une partie du voyage. Pendant ce temps, le manager Clifford Davis commença à diriger un autre groupe de musiciens sous le nom de Fleetwood Mac, et son assaut juridique croissant contre le groupe initial poussa Mick et ses collègues à envisager de se gérer eux-mêmes. Entre-temps, Davis menait une tournée « rebelle » avec l'autre groupe sous le nom de Fleetwood Mac, ce qui fut un échec. Alors que la bataille juridique faisait rage, Mick Fleetwood appliqua ses compétences à un projet d'enregistrement en cours dans les studios de George Harrison, ce dernier a d'ailleurs contribué au projet qui mena vers l'album On The Road To Freedom, une collaboration d'Alvin Lee et Mylon LeFevre qui a été publié en 1973. Ron Wood, Steve Winwood et Jim Capaldi étaient également de la partie.

#### Heroes Are Hard to Find
En novembre 1974, bien qu'il ait survécu aux contestations judiciaires de Davis, Bob Welch a quitté le pays. Son mariage échouait et il sentait qu'il avait atteint la fin de sa route créative avec le groupe. Pendant ce temps, Fleetwood planifiait un album pour faire suite à Heroes Are Hard to Find - le dernier de Welch avec le groupe - qui a grimpé jusqu'en 34e position dans les charts aux États-Unis. Fleetwood faisait des courses avec ses enfants quand une rencontre fortuite avec un vieil ami l'a amené à visiter les studios Sound City et le producteur Keith Olsen. Pendant sa visite au studio, Olsen a joué des extraits d'un album intitulé Buckingham Nicks. Fleetwood immédiatement était en admiration. À son insu, Lindsey Buckingham et Stevie Nicks travaillaient dans le studio à ce moment-là, bien que les trois ne se soient rencontrés que plus tard. La veille du jour de l'an 1974, Fleetwood a contacté Olsen pour l'informer que leur projet était en pause après le départ de Welch, mais il a suggéré que Nicks et Buckingham rejoignent Fleetwood Mac. Le groupe a mangé ensemble dans un restaurant local avant de pratiquer pour la première fois dans le nouveau studio. L'année suivante, la nouvelle formation a publié l'album Fleetwood Mac.
L'album s'est avéré être une percée pour le groupe et est devenu un énorme succès, atteignant le no 1 aux États-Unis et vendu à plus de 5 millions d'exemplaires. Fleetwood et Olsen ont collaboré à un certain nombre d'innovations en matière de percussions. Tout d'abord, pour la grosse caisse, Mick utilisait une vraie peau, plutôt qu'une en plastique. Tous les sons de grosse caisse avaient un claquement et une chaleur, mais la caisse claire de tout l'album était une peau en plastique. L'album a atteint le no 1 en novembre 1976, et Fleetwood Mac devenait alors autogestionnaire, Fleetwood lui-même soutenant qu'un directeur externe serait moins apte à tenir un tel groupe de personnalités dynamiques. Il a avancé l'idée de promettre de rembourser toutes les pertes subies par les promoteurs au cas où ils se produiraient, dans le but de rehausser le profil du groupe et de gagner plus de contrats et de concerts. « L'autogestion était la bonne décision, se souvient l'écrivain indépendant du magazine Rolling Stone John Grissim. Mick Fleetwood avait de grandes qualités de chef de file, il avait beaucoup d'expérience - neuf ans -, il était toujours professionnel, il livrait toujours le produit et il avait les bons avocats et comptables pour le travail ». Ken Caillat, ingénieur du son sur Rumours, a reconnu que Fleetwood « avait une intuition superbe et un flair pour prendre des risques ».
Comme avec beaucoup de musiciens pendant la période à Los Angeles, le groupe a commencé à utiliser des quantités copieuses de cocaïne. Fleetwood admet dans son autobiographie que «J usque-là, Fleetwood Mac n'avait pas beaucoup d'expérience avec ce carburant de fusée andine. Nous avons découvert qu'une prise de cocaïne de temps en temps soulageait l'ennui de longues heures dans le studio avec peu de nourriture ». Les relations personnelles entre les membres du groupe s'effilochaient. Après six mois de tournées non-stop, les McVies ont divorcé en août 1975, mettant fin à près de huit ans de mariage. Le couple cessa de se parler socialement et ne discuta que de questions musicales. Buckingham et Nicks se sont souvent battus, un fait qui a été révélé aux fans par le magazine Rolling Stone en avril 1976. Les arguments du duo ne s'arrêtaient que lorsqu'ils travaillaient ensemble sur des chansons. Au même moment, Christine McVie et Stevie Nicks se rapprochaient. Pendant ce temps, Fleetwood a commencé à chercher un nouveau lieu d'enregistrement et a atterri sur l'usine de disques de Sausalito, en Californie. Grissim, travaillant pour le magazine Rolling Stone, a fréquemment rencontré le groupe et a pris un goût particulier pour Fleetwood, qu'il a décrit comme « un vrai pro ».

#### Rumours
Fleetwood Mac s'est réuni au studio Record Plant en février 1976 avec les ingénieurs Ken Caillat et Richard Dashut. La plupart des membres se sont plaints du studio et voulaient enregistrer chez eux, mais Fleetwood n'a autorisé aucun déplacement. Malgré son talent à garder le groupe ensemble, l'enregistrement de Rumours a été chargé de troubles émotionnels en raison de l'effondrement des relations au sein de la formation. Christine McVie et Stevie Nicks ont décidé de vivre dans deux condominiums près du port de la ville, tandis que le contingent masculin est resté dans des loges du studio dans les collines adjacentes. Chris Stone, l'un des propriétaires de Record Plant quand le groupe y travaillait, a rappelé que « le groupe entrait à 7 heures du soir, faisait un grand festin, faisait la fête jusqu'à 1 ou 2 heures du matin, puis quand ils étaient tellement saouls qu'ils ne pouvaient rien faire d'autre, là ils commençaient à enregistrer ». Fleetwood jouait souvent son kit de batterie à l'extérieur de l'écran de partition du studio pour mieux évaluer les réactions de Caillat et de Dashut au son de la musique. Après la dernière étape de mastering et d'écoute des chansons, les membres du groupe ont senti qu'ils avaient enregistré quelque chose de « très puissant ».
L'album a été un énorme succès commercial et est devenu le deuxième album numéro un américain de Fleetwood Mac. Il est resté au sommet du Billboard 200 pendant 31 semaines non consécutives, tout en atteignant le numéro un en Australie, au Canada et en Nouvelle-Zélande. L'album a été certifié platine aux États-Unis et au Royaume-Uni quelques mois après sa sortie, après qu'un million d'unités et 300 000 unités y ont été expédiées respectivement. Le groupe et les coproducteurs Caillat et Dashut ont remporté le Grammy Award 1978 pour l'album de l'année. En mars, l'album s'était vendu à plus de 10 millions d'exemplaires dans le monde, dont plus de huit millions rien qu'aux États-Unis.

#### Tusk
En novembre 1977, Fleetwood et Nicks ont commencé à avoir une liaison qui se poursuivra sporadiquement pendant les deux prochaines années pendant les retombées de la fin de la relation de Fleetwood avec Boyd, jusqu'à ce que les deux parties décident mutuellement de mettre fin à l'affaire. « Jamais dans un million d'années aurais-je pu croire que cette liaison avec Fleetwood se produirait, a déclaré plus tard Nicks. Tout le monde était en colère, parce que Mick était mariée à une fille merveilleuse et avait deux merveilleux enfants, j'étais horrifiée, j'aimais ces gens, j'aimais sa famille, donc ça ne pouvait pas marcher, et ce n'était pas le cas ». En fait, Boyd et Fleetwood avaient recommencé à vivre ensemble en 1976 et se remariaient temporairement pour aider leurs enfants à émigrer aux États-Unis. Cependant, ils ont rapidement divorcé pour la deuxième fois quelques mois plus tard. En novembre 1978, Fleetwood s'installe dans une maison de Bel Air avec Sara Recor, amie commune de Fleetwood et Nicks, qui était alors mariée à un autre producteur de musique. Pendant ce temps, Fleetwood a commencé à travailler sur un projet de charité pour que Fleetwood Mac fasse la tournée de l'Union soviétique, mais la guerre soviétique en Afghanistan a fait que tout a été annulé.
Tusk, le 12e album studio de Fleetwood Mac, est sorti en 1979. L'œuvre représente une direction plus expérimentale prise par Buckingham. Mick Fleetwood, qui a récemment reçu un diagnostic de diabète après avoir souffert d'épisodes récurrents d'hypoglycémie au cours de plusieurs concerts, a de nouveau contribué à maintenir la cohésion du groupe. Il a apaisé Buckingham sur des sentiments de claustrophobie créative et d'inconfort en jouant aux côtés de Nicks. Sur la question de Buckingham prenant le contrôle créatif des autres membres du groupe pour la création de l'album, Fleetwood raconte que sa discussion de trois jours avec Buckingham a culminé en lui disant que « si c'est bon, alors allez-y ». Bien que la nature de l'album tisse de nouveau des liens au sein du groupe - en particulier John McVie, un musicien blues de longue date qui n'aimait pas la nature expérimentale de l'album - Mick lui-même note l'album comme son préféré du groupe. De l'expression créative attribuée à chaque membre du groupe comme partie intégrante de la survie de Fleetwood Mac. L'album s'est vendu à quatre millions d'exemplaires dans le monde entier, un rendement nettement plus médiocre que Rumours. Bien que Buckingham ait été blâmé par les maisons de disques, Fleetwood a lié l'échec relatif de l'album à la chaîne radio RKO en jouant l'album dans son intégralité avant sa sortie, permettant ainsi l'enregistrement en masse à domicile.
Plus tard dans l'année, Fleetwood Mac a entrepris une longue tournée qui l'a amené à traverser l'Amérique, le Canada, l'Australie, la Nouvelle-Zélande, le Japon, la France, l'Allemagne, la Suisse, la Belgique, les Pays-Bas et le Royaume-Uni. La tournée a duré d'octobre 1979 à septembre 1980, avec 113 concerts.

### Carrière ultérieure
Mick a également dirigé un certain nombre de projets parallèles. The Visitor de 1981, produit par Richard Dashut, comportait une rythmique africaine et un réenregistrement de la pièce Rattlesnake Shake avec Peter Green. La chanson You weren't in love a été un succès au Brésil à cause du Soap-opera Brilliant. En 1983, il a formé le groupe Mick Fleetwood's Zoo et enregistré I'm Not Me. L'album présentait un petit succès, I Want You Back, et une reprise de Angel Come Home des Beach Boys. Une version plus récente du groupe a présenté Bekka Bramlett au chant et a enregistré Shaking the Cage de 1991. Fleetwood a sorti Something Big en 2004 avec The Mick Fleetwood Blues Band Featuring Rick Vito, ce dernier étant un ancien du groupe Fleetwood Mac. Son album Blue Again!, apparait en octobre 2008 avec le Mick Fleetwood Blues Band en tournée, entrecoupé par la tournée Unleashed de Fleetwood Mac.
Il a joué de la batterie dans de nombreux disques solo de musiciens de son groupe, dont Law and Order de Lindsey Buckingham, où il a joué sur le plus gros tube de l'album, Trouble. D'autres albums incluent French Kiss et Three Hearts de Bob Welch, The Wild Heart de Stevie Nicks, le deuxième album solo de Christine McVie en 1984, Try Me de Billy Burnette, Under The Skin et Gift Of Screws de Lindsey Buckingham et finalement In Your Dreams de Stevie Nicks. En 2007, il a joué sur l'album hommage à John Lennon Instant Karma la chanson God avec le groupe Jack's Mannequin, pour la campagne d'Amnesty International pour sauver le Darfour.
En littérature, Mick Fleetwood est co-auteur de Fleetwood - My Life et Adventures with Fleetwood Mac avec l'écrivain Stephen Davis, publié par William Morrow & Co. en 1990. Dans le livre, il parle franchement de ses expériences avec d'autres musiciens dont Eric Clapton, certains membres des Rolling Stones, Led Zeppelin, ainsi que l'affaire avec Stevie Nicks et son addiction à la cocaïne et sa faillite personnelle. La réception était mitigée. Steve Hochman du Los Angeles Times a noté que « Fleetwood raconte l'histoire comme s'il était assis dans votre salon, ce qui est peut-être bon pour l'intimité de l'histoire, mais mauvais pour le discours décousu, parfois redondant ».

### Carrière d'acteur
Mick Fleetwood a aussi connu une carrière secondaire en tant qu'acteur de télévision et de cinéma, généralement dans des rôles mineurs. Ses rôles dans ce domaine ont inclus Mic, un leader de la résistance dans The Running Man avec Arnold Schwarzenegger et Dweezil Zappa en 1987, un dignitaire Antédien dans l'épisode de la série Star Trek: The Next Generation: Manhunt en 1989. Il a aussi présenté les BRIT Awards de 1989. Après, il a présenté les Four Tops en compagnie de la chanteuse Samantha Fox.

### Vie privée
Mick Fleetwood et sa troisième femme, Lynn, ont eu des filles jumelles (Ruby et Tessa) qui sont nées en 2002 et sont également devenues citoyennes américaines le 22 novembre. Toutefois, Mick a demandé le divorce de Lynn en 2013.

## Discographie

### John Mayall's Bluesbreakers
Mick a fait brièvement partie du groupe d'avril à mai 1967, avec Peter Green à la guitare et John McVie à la basse, mais aucun album officiel n'a toutefois été enregistré durant cette période. Toutefois, on peut trouver des albums de John Mayall sur lesquels Mick Fleetwood apparaît ici et là, parfois il joue sur tout l'album.
- 1967 : Crusade - il joue sur 2 pièces.
- 1967 : A Hard Road  - il joue sur les pièces bonus.
- 1968 : So Many Roads - il sur 2 pièces.
- 1998 : The Best Of John Mayall And The Bluesbreakers - As It All Began 1964-69 - il joue sur 1 pièce.
- 2015 : Live In 1967 - il joue sur tout l'album, avec Peter Green à la guitare et John McVie à la basse. - Forty Below Records FBR 008
- 2016 : Live in 1967 - Volume Two - Même formation que sur le Volume One. - FBR 013 LP US

### Fleetwood Mac

#### Albums studio
- 1968 : Peter Green's Fleetwood Mac
- 1968 : Mr. Wonderful
- 1969 : Then Play On
- 1970 : Kiln House
- 1971 : Future Games
- 1972 : Bare Trees
- 1973 : Penguin
- 1973 : Mystery to Me
- 1974 : Heroes Are Hard to Find
- 1975 : Fleetwood Mac
- 1977 : Rumours
- 1979 : Tusk
- 1982 : Mirage
- 1987 : Tango in the Night
- 1990 : Behind the Mask
- 1995 : Time
- 2003 : Say You Will

#### Albums live
- 1980 : Live
- 1985 : Live in Boston
- 1992 : Live at the Marquee 1967
- 1995 : Live at the BBC
- 1997 : The Dance
- 1998 : London Live 1968
- 1999 : Shrine '69
- 2004 : Fleetwood Mac Live In Boston

#### Compilations
- 1969 : English Rose
- 1969 : The Pious Bird of Good Omen
- 1971 : Black Magic Woman
- 1971 : The Original Fleetwood Mac
- 1971 : Greatest Hits
- 1975 : Vintage Years
- 1978 : Man of the world
- 1987 : The Collection
- 1988 : Greatest Hits
- 1990 : The Hits of Fleetwood Mac
- 1991 : Original Fleetwood Mac: The Blues Years
- 1992 : 25 Years - The Chain (coffret 4 CD)
- 1996 : The Best of Fleetwood Mac
- 1998 : The Vaudeville Years
- 1999 : The complete Blue Horizon Sessions (1967-1969)
- 2001 : Show-Biz Blues
- 2002 : The Best of Peter Green's Fleetwood Mac
- 2002 : The Very Best of Fleetwood Mac
- 2002 : Jumping at Shadows: The Blues Years
- 2003 : Madison Blues
- 2003 : Green Shadows
- 2007 : The Essential Fleetwood Mac
- 2013 : Opus Collection
- 2018 : 50 Years – Don't Stop - Coffret 3 CD - Aussi disponible en coffret 5 disques vinyles.
- 2019 : Before the Beginning: 1968–1970 Live & Demo Sessions - Coffret 3 CD

#### Album blues-session
- 1969 : Fleetwood Mac In Chicago Vol 1 - Enregistré à Chicago avec des musiciens blues américains tels que Otis Spann au chant et au piano, les guitaristes David "Honeyboy" Edwards et Buddy Guy, Walter "Shakey" Horton à l'harmonica, J. T. Brown au saxophone ténor, le contrebassiste Willie Dixon et le batteur S.P. Leary
- 1970 : Fleetwood Mac In Chicago Vol 2 - Suite du premier avec les mêmes musiciens.

Ces deux volumes sont aussi parus sous le titre Blues Jam at Chess réunis en un seul volume en 1969, ainsi que sous le titre In Chicago en 1975 aussi réunis en un seul volume. Voir références en bas de page.

#### EP
- 2013 : Extended Play Contient les titres Sad Angel, Without You, It Takes Time et Miss Fantasy

### Mick Fleetwood
- 1981 : The Visitor - Avec Peter Green, George Harrison, Ian Bairnson, Andrew Powell, etc.
- 2001 : Total Drumming

### Mick Fleetwood's Zoo
- Albums studio :
- 1983 : I'm Not Me
- 1992 : Shakin' The Cage

- Album Live :
- 1984 : In Concert

### Peter Green, Bob Hall, Danny Kirwan, Bob Brunning, Mick Fleetwood, Jo-Ann Kelly, Dave Kelly
- 1990 : Rarities

### Mick Fleetwood Band
- 2004 : Something Big

### The Mick Fleetwood Blues Band Featuring Rick Vito
- 2008 : Blue Again!
- 2016 : Live At The Belly Up Tavern

### Mick Fleetwood and friends
- 2020 : Celebrate The Music Of Peter Green And The Early Years Of Fleetwood Mac - Avec Rick Vito, Christine McVie, Jeremy Spencer, Pete Townshend, Steven Tyler, John Mayall, David Gilmour, etc. 2 CD + DVD.
- 2020 : The Green Manalishi (With The Two-Prong Crown) - Avec Andy Fairweather Low, Billy Gibbons, Dave Bronze, Kirk Hammett, Rick Vito, Ricky Peterson, Zak Starkey

## Collaborations
- 1971 :: French Kiss de Bob Welch
- 1973 : On the Road to Freedom de Alvin Lee et Mylon Lefebvre - Avec George Harrison, Boz Burrell, Ron Wood, Steve Winwood, Ian Wallace, Jim Capaldi, Rebop Kwaku Baah et Mike Patto.
- 1979 : Three Hearts de Bob Welch
- 1981 : Law and Order de Lindsey Buckingham
- 1983 : The Wild Heart de Stevie Nicks
- 1984 : Christine McVie de Christine McVie
- 1985 : Try Me de Billy Burnette
- 1994 : Big Sky de Peter Bardens - Avec Andrew Latimer
- 1998 : Enchanted de Stevie Nicks
- 2002 : The Art of Levitation de Peter Bardens
- 2004 : Live from the Roxy de Bob Welch
- 2006 : Under the Skin de Lindsey Buckingham
- 2007 : Instant Karma: The Amnesty International Campaign to Save Darfur - Artistes Variés
- 2008 : Safe Trip Home de Dido sur Grafton Street
- 2008 : Gift of Screws de Lindsey Buckingham
- 2011 : In Your Dreams de Stevie Nicks
- 2017 : Lindsey Buckingham & Christine McVie de Lindsey Buckingham/Christine McVie

## Filmographie

### Cinéma
- 1987 : The Running man : Mic
- 1994 : Zero Tolerance : Helmut Vitch
- 1997 : Snide and Prejudice : Pablo Picasso
- 1998 : The Corrs: Live at the Royal Albert Hall :  Lui-même : Mick se joint au groupe à la batterie pour 3 chansons, Dreams, Haste to the wedding et Toss the feathers
- 2001 : Burning Down the House : Serveur au bar
- 2011 : Get a Job : Musicien au chômage
- 2018 : This Is Love

### Télévision
- 1989 : The Brit Awards : Présentateur avec Samantha Fox.
- 1989 : Star Trek : La Nouvelle Génération : Dignitaire Antédien
- 1989 : Wiseguy : James Elliot
- 1998 : Mr. Music : Simon Eckstal
- 2006 : Star Tomorrow : Juge
- 2013 : Top Gear : Lui-même
- 2017 : Diners, Drive-Ins and Dives : Lui-même

## Distinctions
- Brit Awards 1989, avec Samantha Fox[4]

### Articles Connexes
- Fleetwood Mac